# كنوت راينهارد
كنوت راينهارد (بالألمانية: Knut Reinhardt)‏ هو لاعب كرة قدم ومدرس ألماني في مركز الوسط، ولد في 27 أبريل 1968 في هيلدن في ألمانيا. شارك مع منتخب ألمانيا تحت 20 سنة لكرة القدم ومنتخب ألمانيا تحت 21 سنة لكرة القدم ومنتخب ألمانيا لكرة القدم. أما مع النوادي، فقد لعب مع باير 04 ليفركوزن وبوروسيا دورتموند ونادي نورنبرغ.

## وصلات خارجية
- كنوت راينهارد على موقع الاتحاد الدولي (مؤرشف)  (الإنجليزية)
- كنوت راينهارد على موقع قاعدة بيانات كرة القدم.إي يو (الإنجليزية)
- كنوت راينهارد على موقع بيانات كرة القدم. دي إي (الألمانية)
- كنوت راينهارد على موقع ناشيونال فوتبول تيمز (الإنجليزية)
- كنوت راينهارد على موقع Soccerway.com (الإنجليزية)
- كنوت راينهارد على موقع عالم كرة القدم.نت (الإنجليزية)